# Fundurii Noi, Glodeni
Fundurii Noi este un sat din raionul Glodeni, Republica Moldova.
Satul Fundurii Noi este situat in partea de nord a Republicii Moldova și este amplasat pe malul iazului, ce împarte satul în două părți la distanța de 13 km de or. Glodeni. La nord satul Fundurii Noi este delimitat de teritoriul satului Petrunea, la sud de teritoriul satului Fundurii Vechi, la vest de teritoriul satului Limbenii Noi, la est de teritoriul satului Iabloana. Suprafața satului constituie 121,1 ha, iar a întregului teritoriu este de 1876 ha.
Satul Fundurii Noi a fost format în anul 1920 de câteva familii originare din județul Hotin care au fost împroprietăriți cu terenuri agricole în contextul reformei agrare.
Satul Fundurii Noi are încheiate acorduri de înfrățire cu:
Comuna Coșbuc, județul Bistrița-Năsăud, Transilvania, România - anul 2017.

## Demografie

### Structura etnică
Structura etnică a satului conform recensământului populației din 2004:
| Grup etnic       | Populație | % Procentaj |
| ---------------- | --------- | ----------- |
| Ucraineni        | 815       | 81,91%      |
| Moldoveni/Români | 145       | 14,57%      |
| Ruși             | 28        | 2,81%       |
| Găgăuzi          | 3         | 0,3%        |
| Polonezi         | 1         | 0,1%        |
| Bulgari          | 1         | 0,1%        |
| Alții            | 2         | 0,2%        |
| Total            | 995       | 100%        |

## Administrație și politică
Autoritățile administrației publice care realizează și asigură autonomia locală a satului Fundurii Noi sunt Consiliul ca organ deliberativ, primăria și primarul ca organ executiv. Atribuțiile specifice, ce revin Consiliului și primăriei sunt stipulate de Legea nr. 436-XVI din 28.12.2006 privind administrația publică locală, de alte acte normative și statutul satului.
Componența Consiliului local Fundurii Noi (9 consilieri), ales la 5 noiembrie 2023, este următoarea:
|  | Partid                                        | Consilieri | Componență | Componență | Componență | Componență | Componență | Componență |
|  | --------------------------------------------- | ---------- | ---------- | ---------- | ---------- | ---------- | ---------- | ---------- |
|  | Partidul Dezvoltării și Consolidării Moldovei | 6          |            |            |            |            |            |            |
|  | Partidul Socialiștilor din Republica Moldova  | 3          |            |            |            |            |            |            |

## Social
- În teritoriul satului Fundurii Noi funcționează următoarele instituții social culturale:
- punctul medical;
- societatea pe acțiuni „Hotin”;
- oficiul poștal;
- biblioteca sătească;
- căminul cultural;
- magazinul mixt;
- obiect comercial „ANGROCOOP”.
- scoala primara gradinita cu 320 locuri a fost dat in exploatare in anul 1983. În anul 2002 a fost efectuată reparația capitală a clădirii gimnaziului cu suportul populației și a fondului de investiție
- Cladirea grădiniței de copii a fost dată in exploatare în anul 1984.
- Biserica de piatră din localitate a fost înălțată în anul 1972. Hramul bisericii și al satului Fundurii Noi este sărbătorit pe data de 14 octombrie, de sărbătoarea „Acoperemântul Maicii Domnului”.
- Pe teritoriul satului se afla Monumentul in memoria eroilor căzuți în cel de al II Război mondial.

## Activități economice și infrastructură
În teritoriul primăriei funcționează: SRL „Hotin”, care arendează la locuitori 915 ha de pământ, inclusiv 94 ha de livezi, gospodăriile țărănești constituie 41 ha, cotași - 638.
În teritoriul satului conform registrelor de evidență a gospodăriilor sunt 447 case de locuit cu suprafața totală de 24600 m.p. iar fondul locativ constituie 17320 m.p.